# Wiązów
Wiązów este un oraș în Polonia.